# Maafushi (Faafu)
Pour les articles homonymes, voir Maafushi.
Maafushi est une petite île inhabitée des Maldives. C'est l'une des nombreuses îles-hôtel des Maldives, accueillant le Rania Experience Maafushi Maldives. 

## Géographie
Maafushi est située dans le centre des Maldives, à l'Est de l'atoll Nilandhe Nord, dans la subdivision de Faafu. 